# Fulvio Antonio Iannaco

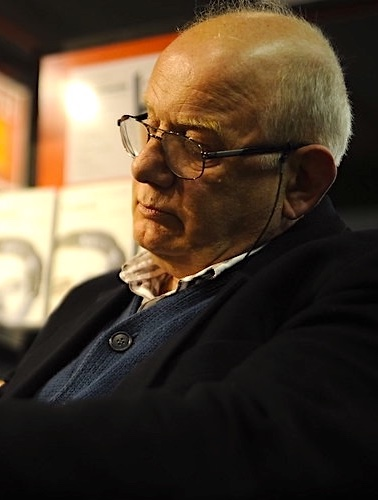
Fulvio Iannaco alla Libreria Feltrinelli di Latina nel 2014. Fotografia di Filippo Trojano

Fulvio Antonio Iannaco (Reggio Emilia, 31 ottobre 1947 – Roma, 5 dicembre 2019) è stato un docente e saggista italiano.

## Biografia
Nato a Reggio Emilia il 31 ottobre 1947, vive fin da subito a Firenze, dove si erano trasferiti il
padre Carmine Iannaco che insegnava letteratura italiana alla Facoltà di Magistero e la madre Maria Lari insegnante di
lettere classiche nelle scuole secondarie di primo e secondo grado.
Dopo aver frequentato il Liceo classico Michelangiolo, si iscrive alla Facoltà di architettura e dopo due anni passa alla Facoltà di lettere e filosofia. Si laurea in filosofia con una tesi in storia economica sulla Fiat.
Da liceale frequenta il Circolo socialista Agnoletti e il Centro Giovanni Francovich dove entra in contatto con l’area di Mario Tronti e dei Quaderni rossi.
Insieme agli altri militanti si iscrive al PSIUP che lascerà nel 1968.
Si iscrive al CUT, Centro universitario teatrale, di Firenze fondato e diretto da Valerio
Valoriani, dove recita in “Terrore e miserie del Terzo Reich” di Bertold Brecht.
Molto attivo nel Movimento studentesco incontra Michelangelo Caponetto, con il quale
condivide l’impegno politico.
Entra a far parte di Potere operaio fra il 1970 e il 1972.
Insegna in diverse scuole fiorentine e della provincia, arriva poi al Liceo scientifico Gobetti e infine al Liceo classico Michelangiolo dove aveva studiato e dove insegnerà storia e filosofia
fino al 2011.
Negli anni d’insegnamento nei licei è molto attivo nell’organizzare viaggi della memoria ai
campi di concentramento.
Nel 1977 approda ai seminari dell’Analisi collettiva dello psichiatra Massimo Fagioli e nel 2001 fonda la testata indipendente Segnalazioni (diventato Segnalazioni di sera ), blog che fa riferimento ai Seminari di Analisi collettiva e
che aderirà, fin dal 2007, all’Associazione culturale Amore e psiche.
Nel 1997 pubblica con le Nuove edizioni romane il libro Hegel in viaggio da Atene a Berlino,
che sarà ripubblicato nel 2021 dalla casa editrice di Roma L’Asino d’oro.
Collabora, a partire dalla fine degli anni Novanta, con la rivista di psichiatria Il sogno della farfalla  e, dal 2006, con il settimanale, poi mensile Left .
Scrive anche il testo teatrale L’eroe che delude che è andato in scena la prima volta a Roma il 1 giugno 2013 al Per Appiam 13 - Festival internazionale d’arte, a cura
di Roberta Pugno, con il titolo Il mio secolo non mi fa paura. Johanna e Ludwig  - e successivamente portato in scena dall’attrice Annachiara Mantovani, con le musiche dal vivo di Pierpaolo Jacopini a
Roma e a Firenze.
Nel 2011 si trasferisce a Roma dove muore il 5 dicembre 2019.

## Scritti
- Il caso FIAT, in Crisi capitalistica e ristrutturazione territoriale dell’apparato produttivo, Firenze, Cooperativa libraria universitaria, 1975
- Introduzione, in “I percorsi della ragione”, Firenze, AGM, 1990
- Oltre Prometeo, in Il mito di Prometeo, a cura di Mario Vezzani, Le Monnier, 1992
- Hegel in viaggio da Atene a Berlino : la crisi di ipocondria e la sua soluzione. Roma Nuove edizioni romane, 1997
- Schopenhauer e i pazienti della Charité di Berlino (1812- 1813), “Il sogno della farfalla”, n. 4, 1998
- Recensione a: U. Curi, La forza dello sguardo, in “Il sogno della farfalla”, n. 4, 2004
- La musa smarrita di Feuerbach, in “Left”, n. 36, 7 settembre 2007
- Hegel e l’assoluto nulla, in “Left”, n. 41, 12 ottobre 2007
- Quella macchina di efficienza, in “Left”, n. 4, 25 gennaio 2008
- Una brutta aria revisionista, in “Left”, n. 6, 8 febbraio 2008
- Il fiore rosso della rivolta, in “Left”, n. 10, 7 marzo 2008
- Infinito, in Materia energia pensiero: Roberta Pugno, Jan Hoffstadter, Roma, Colosseo, 2008

- Gli amanti di Cnosso, in “Roberta Pugno: nasce da dentro”, Roma, Gangemi 2009
- Altri passi un giorno sarebbero risuonati, in “Roberta Pugno: Materia infinita, immagini per Giordano Bruno”, Roma, Gangemi 2011

- Recensione a: F. Cigala Fulgosi, D. Di Sabatino, Amore senza bugie. Storia e scoperta della sessualità, in “Il sogno della farfalla”, n. 3, 2014

- Intervento in Chiesa e pedofilia, il caso italiano. Presentazione del libro di Federico Tulli, Roma 30 maggio 2014, in “Il sogno della farfalla” n. 1, 2015
- Intervento al Convegno, in “Ricerca sulla verità della nascita umana: 40 anni di Analisi collettiva, Roma, L’Asino d’oro, 2016. ISBN 978-88-6443-372-1

- «Con le migliori intenzioni». Il pensiero dell’uguaglianza in Marx e nel comunismo, in La negazione della donna, a cura di Irene Calesini, Aracne, 2020
- Hegel in viaggio da Atene a Berlino : la crisi di ipocondria e la sua soluzione. Nuova ed. riveduta e corretta. Roma L'asino d'oro, 2021
- Resistere, pensare, parlare, scrivere. Una vita, un uomo, Antonio Gramsci. Left, 6 dicembre 2019[6]